# Farol do Arvoredo
O Farol do Arvoredo é um farol brasileiro que se localiza na extremidade sul da ilha do Arvoredo, incluída na Reserva Biológica Marinha do Arvoredo no litoral do estado brasileiro de Santa Catarina, no município de Governador Celso Ramos litoral norte.
Torre troncónica em ferro fundido, com lanterna e galeria, pintada com faixas horizontais brancas e vermelhas, com três edifícios térreos anexos. Tem instalado um aparelho lenticular de Fresnel.

## História
Desde o século XIX que os canais norte e sul da Ilha de Santa Catarina já eram motivo de preocupação, o que levou à construção dos faróis de Anhatomirim e de Naufragados respectivamente. No entanto, dado que o farol de Anhatomirim não era avistado na parte mais larga do canal norte, iniciou-se em 1878 a construção de um novo farol, cuja torre foi pré-fabricada na Inglaterra. A construção remonta assim ao Segundo Reinado e foi inaugurado no dia 14 de março de 1883. A sua finalidade é a de orientar a navegação ao Norte da ilha de Santa Catarina. Atualmente emite uma luz branca com quatro ocultações a cada sessenta segundos, visualisada até 24 milhas náuticas de distância (cerca de 44 quilômetros).
Em 2007 foi inaugurado o sistema de fornecimento de energia elétrica ao farol a partir de painéis de células fotovoltaicas (energia solar), fruto de um convênio entre as Centrais Elétricas de Santa Catarina, a Eletrosul, o Laboratório de Energia Solar da Universidade Federal de Santa Catarina e a Marinha do Brasil, com financiamento do Ministério das Minas e Energia.

## Informações
- Acesso: Por barco. Visitas à reserva disponíveis, mas não é certo que incluam visitas ao farol.
- Outras designações: Farol da Ilha do Arvoredo